# 德比郡旗
德比郡旗（Flag of Derbyshire）是英國英格蘭德比郡的旗幟，設計於2006年，但不是一面官方旗幟 。德比郡旗為藍底，中央有一綠色十字，十字中央是黃色玫瑰圖案。